# Zgorzelec (gmina wiejska)
Zgorzelec – gmina wiejska w województwie dolnośląskim, w powiecie zgorzeleckim. W latach 1975–1998 gmina położona była w województwie jeleniogórskim.
Siedziba gminy to Zgorzelec.
Według danych z 30 czerwca 2004 gminę zamieszkiwało 7867 osób.

## Struktura powierzchni
Według danych z roku 2002 gmina Zgorzelec ma obszar 136,02 km², w tym:
- użytki rolne: 71%
- użytki leśne: 16%

Gmina stanowi 16,23% powierzchni powiatu.

## Demografia

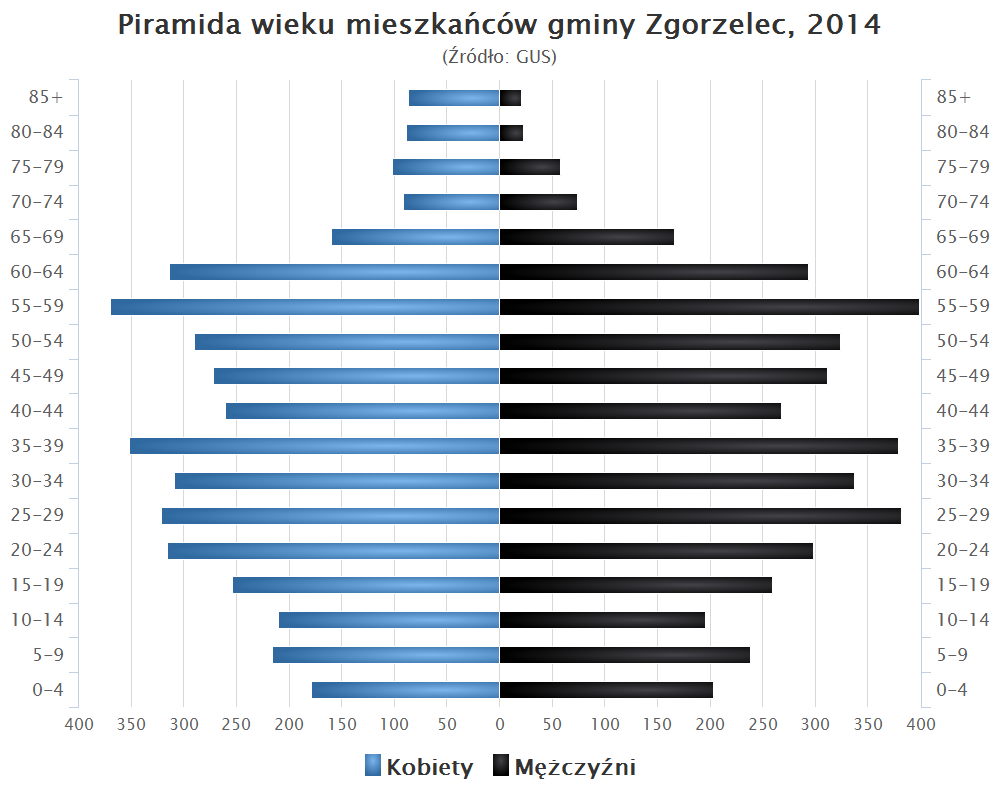
Piramida wieku mieszkańców gminy Zgorzelec w 2014 roku

Dane z 30 czerwca 2004:
| Opis                              | Ogółem | Ogółem | Kobiety | Kobiety | Mężczyźni | Mężczyźni |
| --------------------------------- | ------ | ------ | ------- | ------- | --------- | --------- |
| jednostka                         | osób   | %      | osób    | %       | osób      | %         |
| populacja                         | 7867   | 100    | 3948    | 50,2    | 3919      | 49,8      |
| gęstość zaludnienia (mieszk./km²) | 57,8   | 57,8   | 29      | 29      | 28,8      | 28,8      |

## Sołectwa
Białogórze, Gozdanin, Gronów, Jędrzychowice, Jerzmanki, Kostrzyna, Koźlice, Koźmin, Kunów, Łagów, Łomnica, Niedów, Osiek Łużycki, Pokrzywnik, Przesieczany, Radomierzyce, Ręczyn, Sławnikowice, Spytków, Trójca, Tylice, Żarska Wieś.

## Galeria

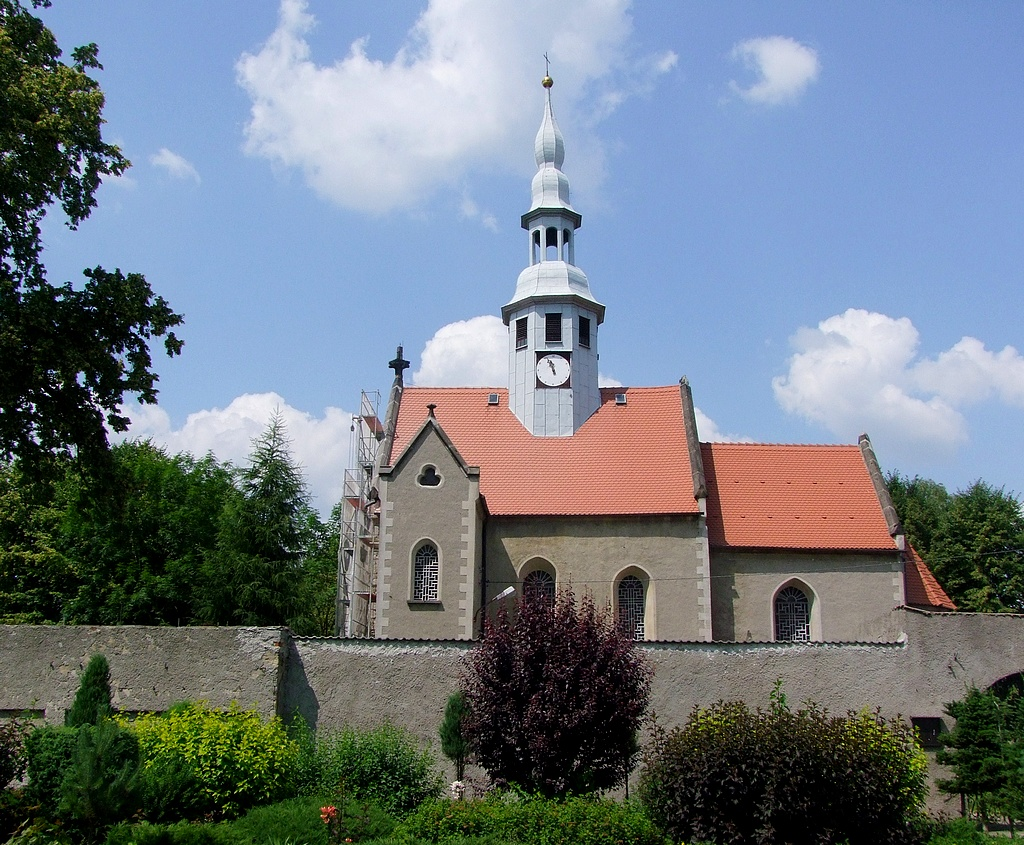
Łagów, kościół
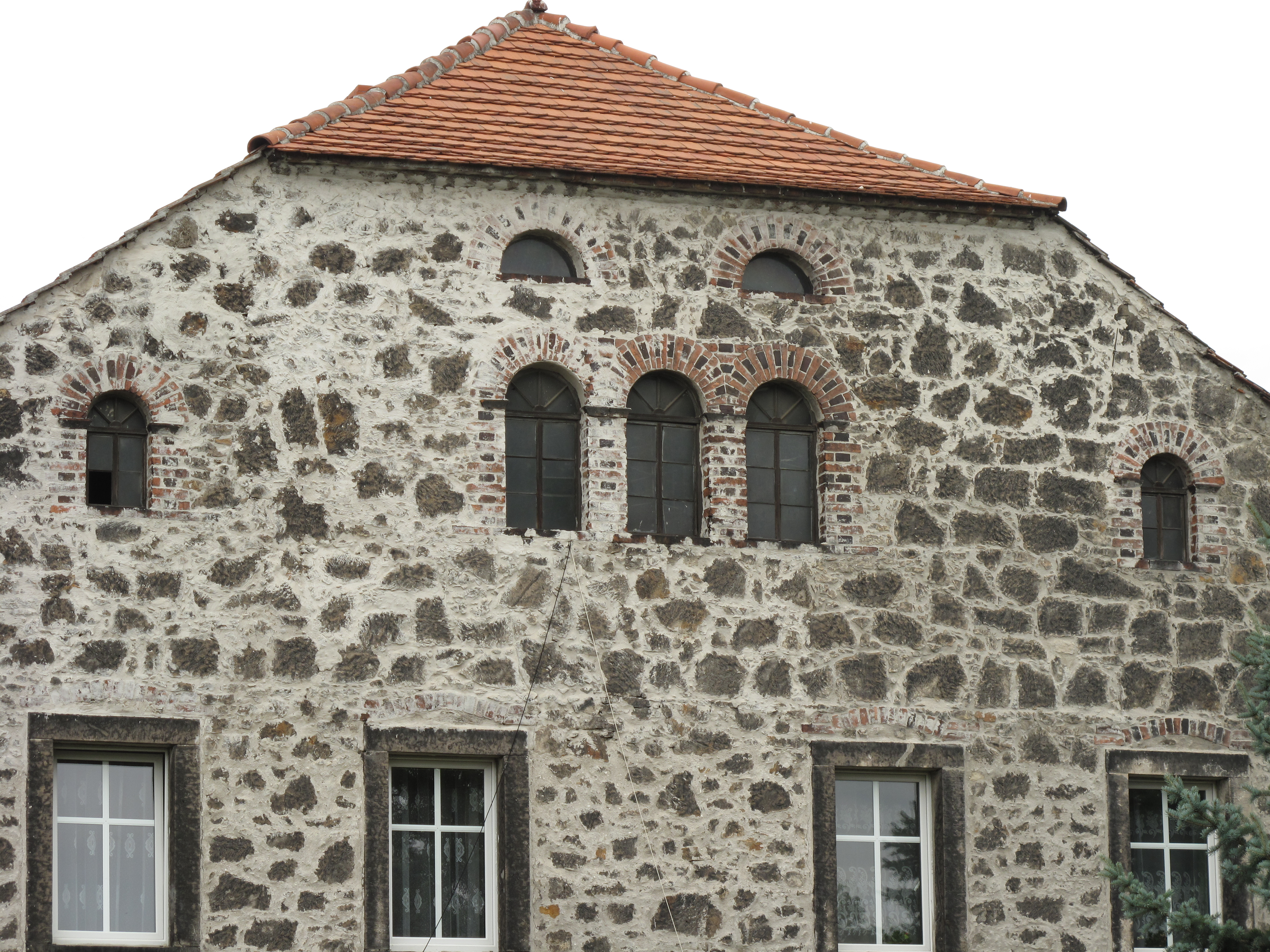
Jędrzychowice
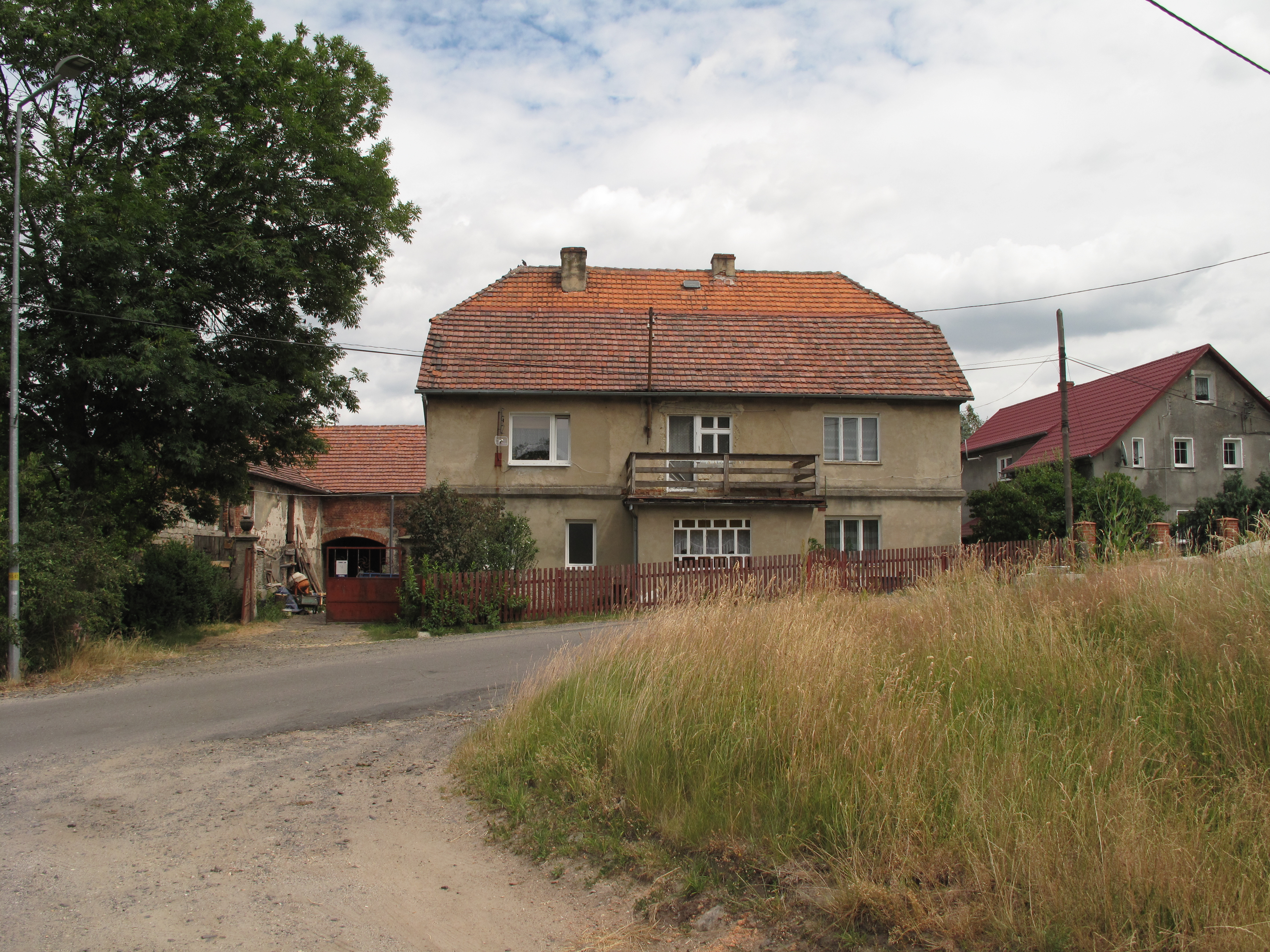
Przesieczany
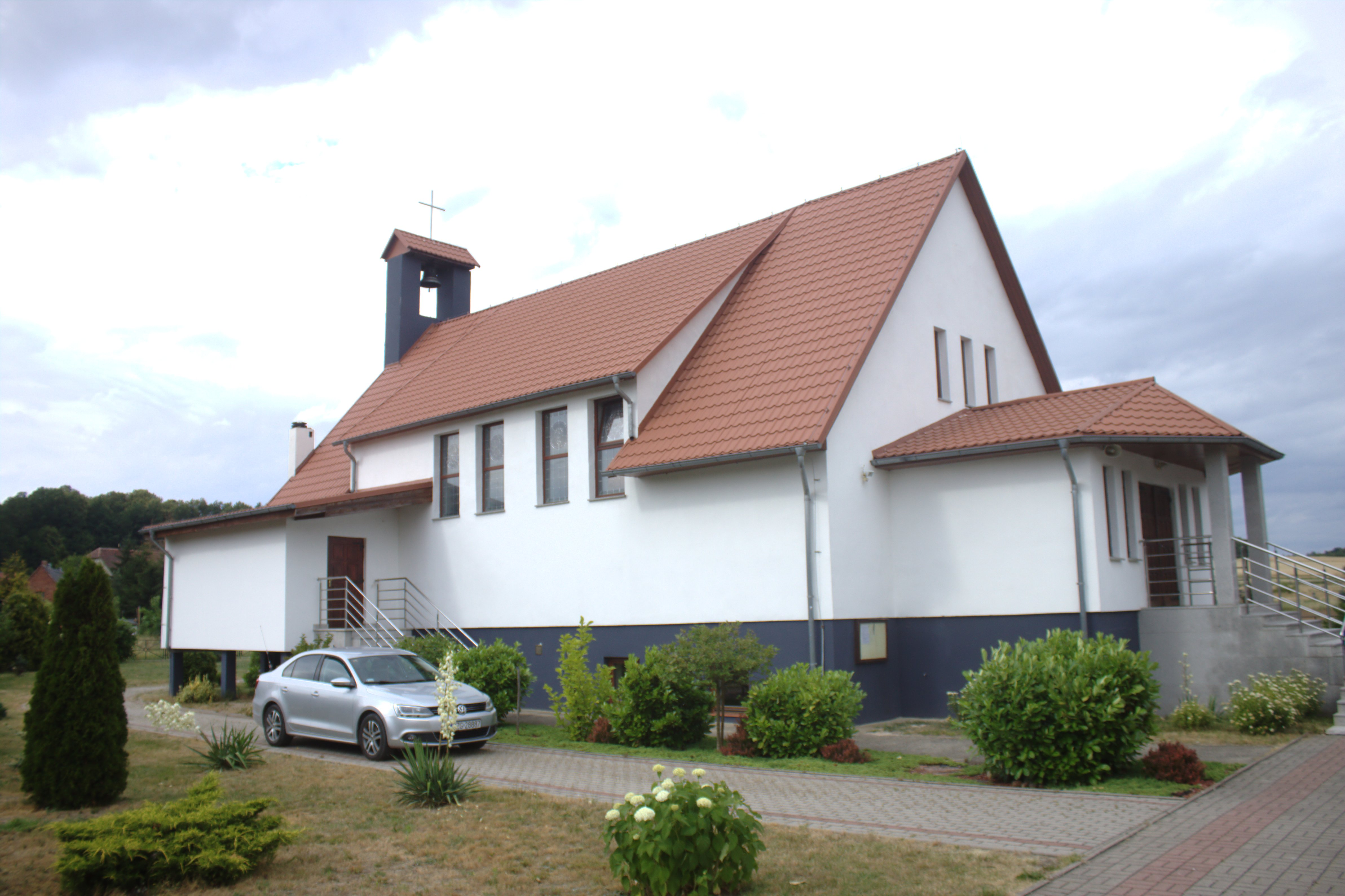
Tylice
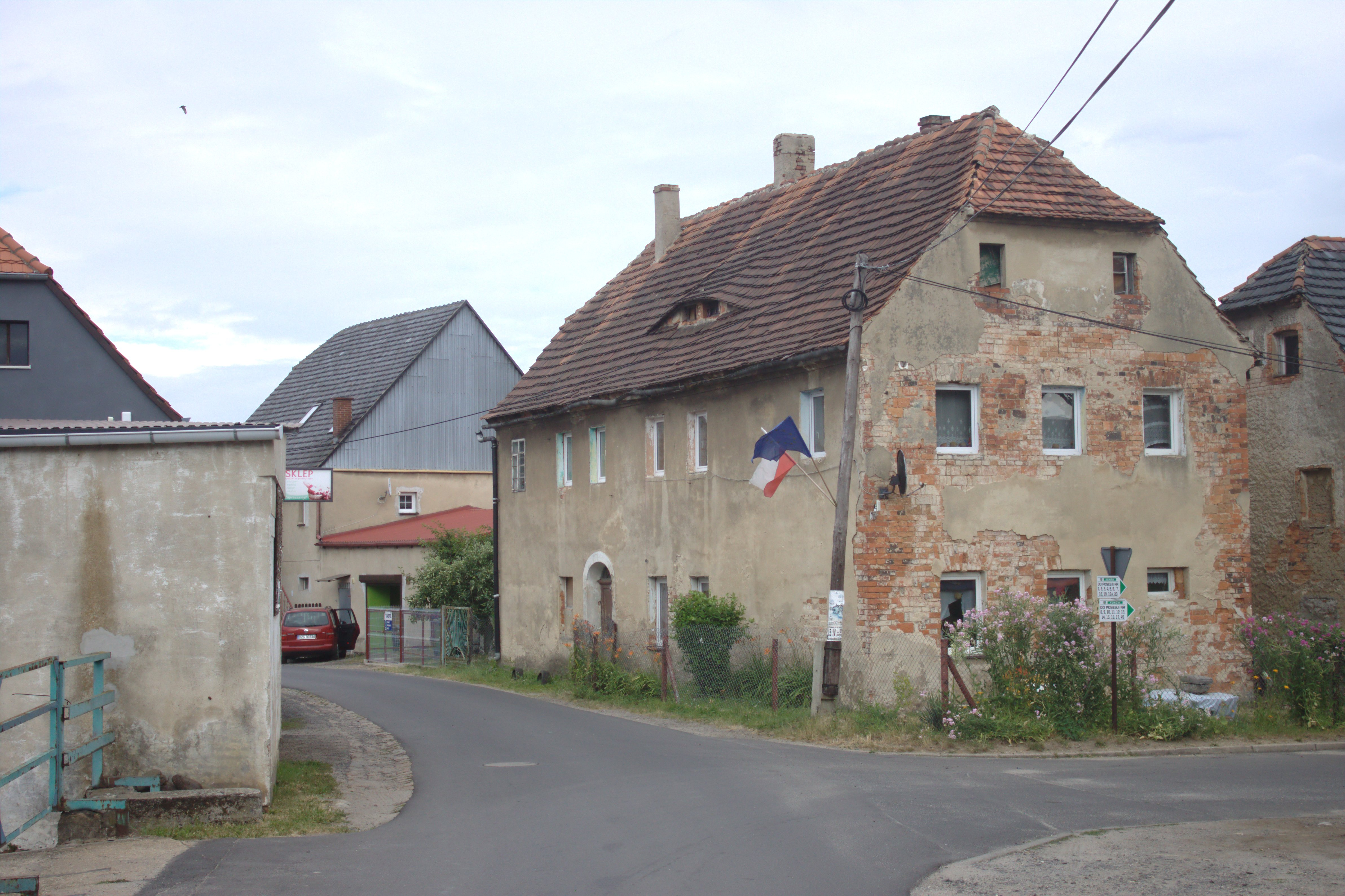
Kunów
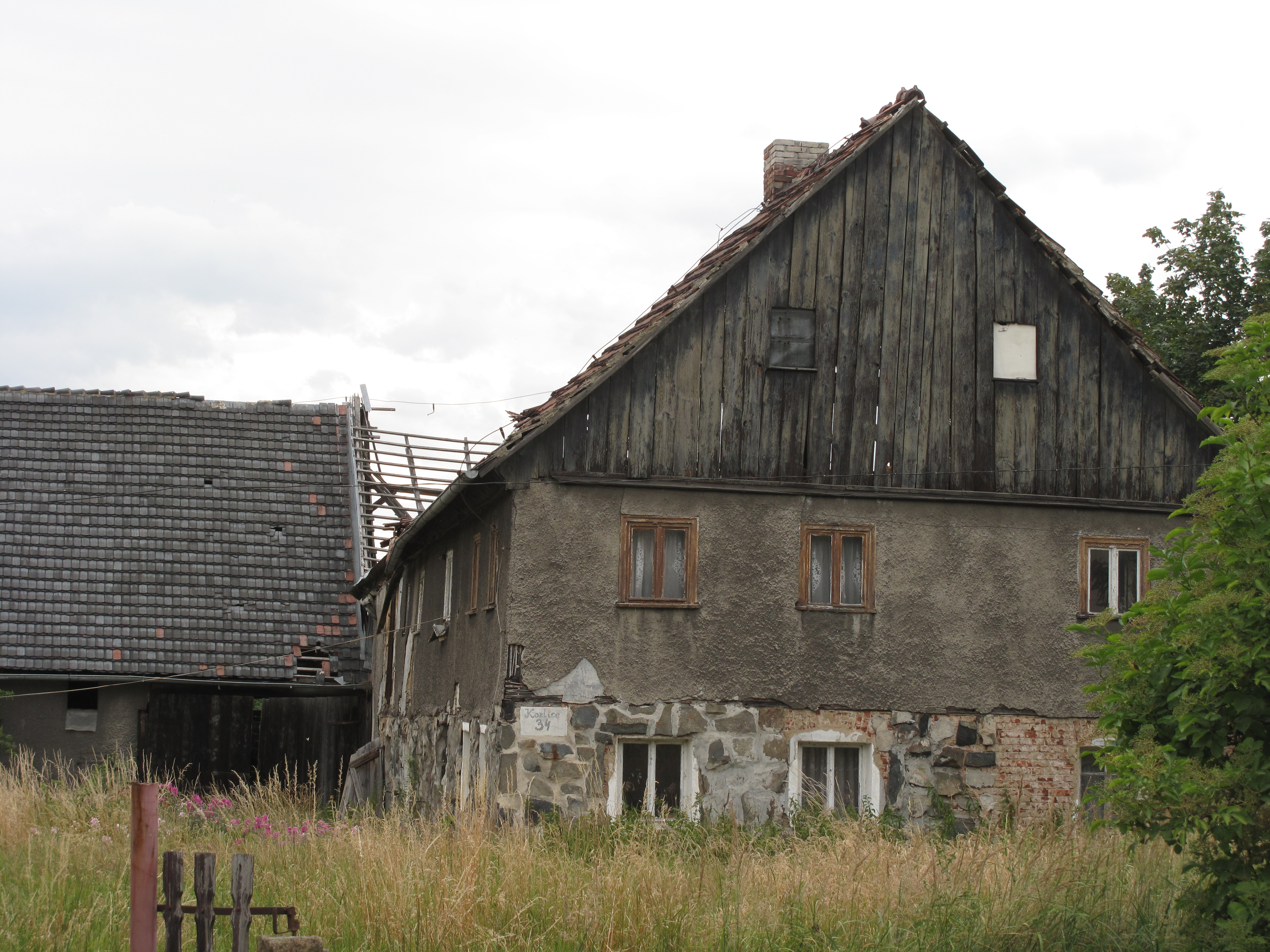
Koźlice
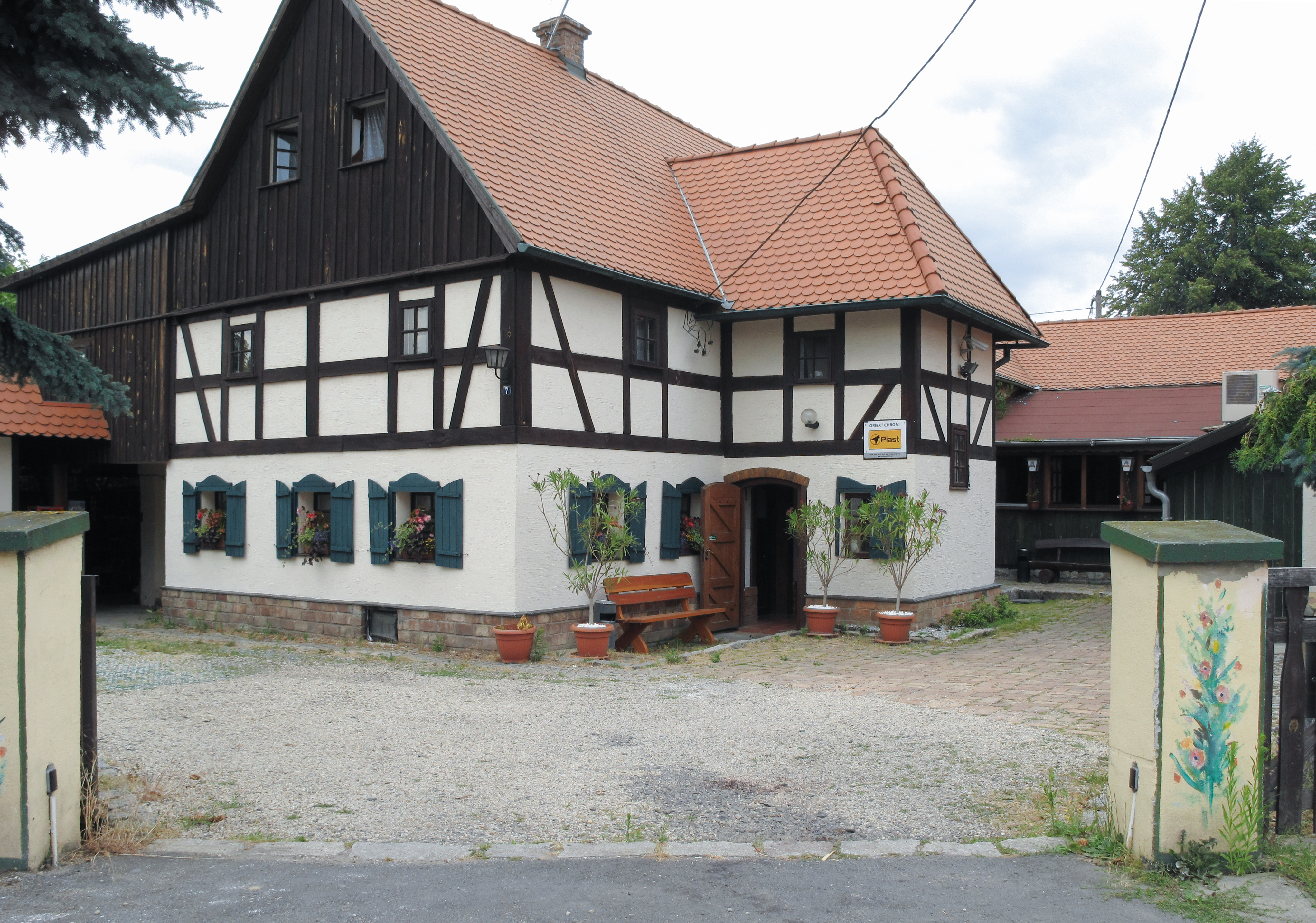
Koźmin
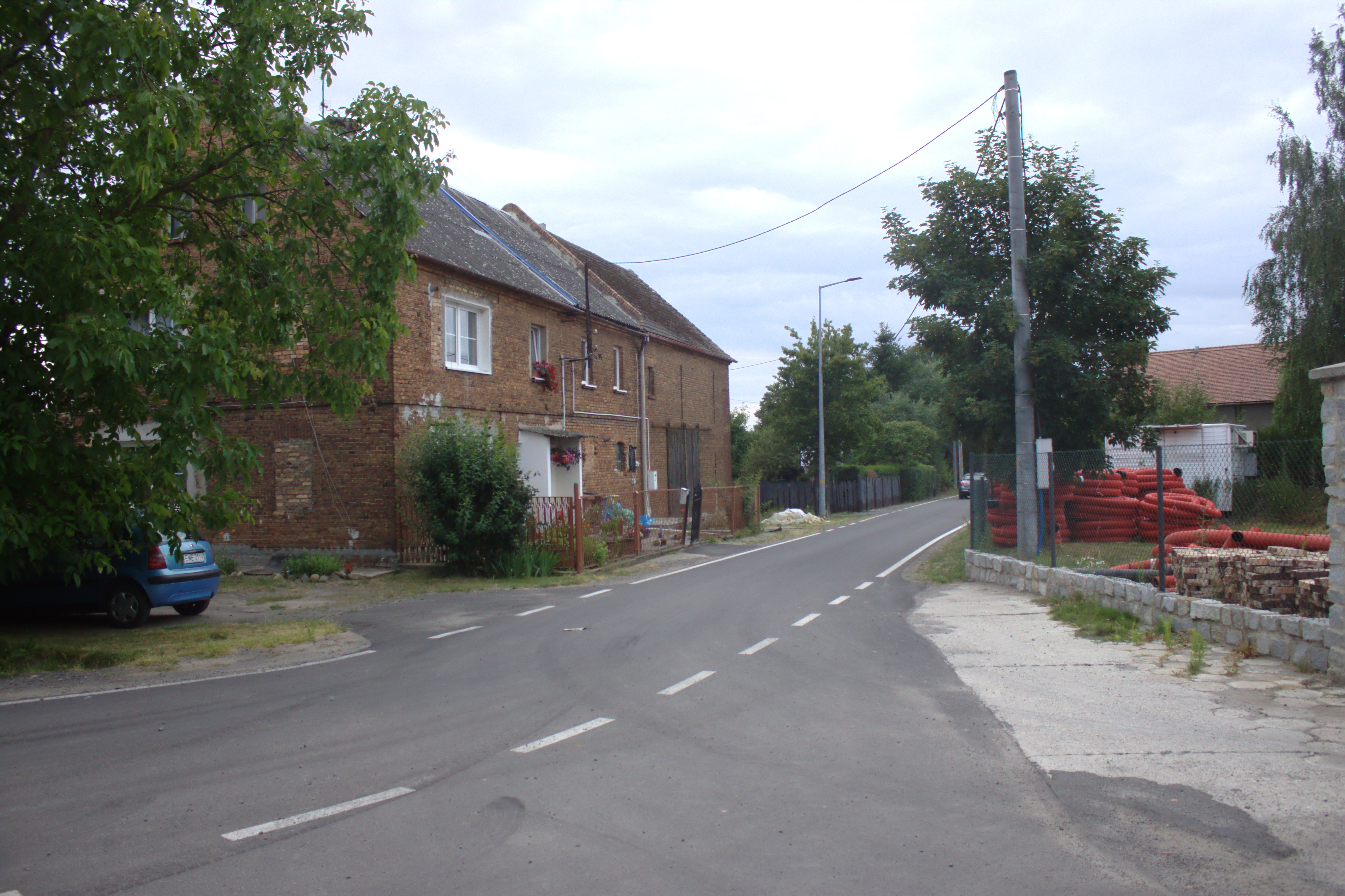
Łomnica

## Sąsiednie gminy
Bogatynia, Lubań, Pieńsk, Siekierczyn, Sulików, Zawidów, Zgorzelec (miasto). Gmina sąsiaduje z Niemcami.